# Kia Picanto
Kia Picanto (også kaldet Kia Morning, Kia EuroStar, Kia New Morning eller Naza Suria) er en mikrobil fra den sydkoreanske Kia-koncern. Picantos konkurrenter er bl.a.VW Up!, Hyundai i10, Skoda Citigo og Renault Twingo
I starten fandtes den med benzinmotorer på 1,0 og 1,1 liter med hhv. 60 og 65 hk. Senere tilkom også en 1,1 liter commonrail dieselmotor med 75 hk.
Picanto gennemgik et facelift i slutningen af 2007, som medførte ændringer af front- og bagparti. Med faceliftet blev udvalget reduceret til én eneste motorvariant, nemlig 1,1 liter benzinmotoren med 65 hk.
Første generation
Den blev introduceret i 2003, 3 år efter at dens forgænger Kia Pride udgik. Der er en tendens til, at Picanto modeller efter 2009 fik problemer med motorholdbarhed. Modeller fra 2004 til 2008 er meget solide. Hold øje med rummet under vinduesviskerne. Kan være meget rust.
Anden generation (2011-2017)
Den anden generation af Picanto havde debut på Geneva Motorshow i 2011. Denne model var designet af Kias europæiske team som har base i Frankfurt, Tyskand. Denne model havde en længere akselafstand og samlet længde i forhold til den tidligere model. Man kunne få denne model med et valg mellem to benzinmotore; a 1-liter med tre cylindre og en 1.25-liter med fire cylindre. Kia Introducerede deres ecoDynamics system til Picanto på denne model.
Modellen kunne fås i både tredørs og femdørs i Europa.
Denne udgave af Picanto vandt "Transportation Design" kategorien i 2011.

Der var yderligere facelifts af Picanto i 2014 og 2015.
- 2. generation af Kia Picanto

Tredje generation (2017 - nu)

I januar 2016 så man de første spionfoto af en ny Picanto fra Kia og bilen fik sin officielle debut på 2017 Geneva Motor Show. Kia havde givet deres populære bilmodel et mere moderne look og moderne sikkerhedsfunktioner som AEB, SLS og TVBB. 
- 3. generation af Kia Picanto

## Motorer[3]
| Model    | Cylindre | Ventiler | Slagvolume | Effekt / omdr.        | Moment / omdr.         | 0-100 km/t                  | Topfart                   |
| -------- | -------- | -------- | ---------- | --------------------- | ---------------------- | --------------------------- | ------------------------- |
| 1.0      | 3        | 12       | 998 cm³    | 50 kW (68 hk) / 5.600 | 95 Nm / 2.900          | 14,0 sek.                   | 153 km/t                  |
| 1.1      | 4        | 12       | 1.086 cm³  | 48 kW (65 hk) / 5.500 | 97 Nm / 2.800          | 15,1 sek. (aut.: 17,7 sek.) | 154 km/t (aut.: 146 km/t) |
| 1.1 CRDi | 3        | 12       | 1.122 cm³  | 55 kW (75 hk) / 4.000 | 153 Nm / 1.900 – 2.750 | 15,7 sek.                   | 163 km/t                  |

## Billeder
- Kia Picanto 3. generation